# Santa Rosa (Nueva Ecija)
Santa Rosa is een gemeente in de Filipijnse provincie Nueva Ecija op het eiland Luzon. Bij de laatste census in 2007 had de gemeente bijna 59 duizend inwoners.

## Geografie

### Bestuurlijke indeling
Santa Rosa is onderverdeeld in de volgende 33 barangays:
| - Aguinaldo - Berang - Burgos - Cojuangco - Del Pilar - Gomez - Inspector - Isla - La Fuente - Liwayway - Lourdes | - Luna - Mabini - Malacañang - Maliolio - Mapalad - Rajal Centro - Rajal Norte - Rajal Sur - Rizal - San Gregorio - San Isidro | - San Josep - San Mariano - San Pedro - Santa Teresita - Santo Rosario - Sapsap - Soledad - Tagpos - Tramo - Valenzuela - Zamora |

## Demografie
Santa Rosa had bij de census van 2007 een inwoneraantal van 58.762 mensen. Dit zijn 6.958 mensen (13,4%) meer dan bij de vorige census van 2000. De gemiddelde jaarlijkse groei komt daarmee uit op 1,75%, hetgeen lager is dan het landelijk jaarlijks gemiddelde over deze periode (2,04%). Vergeleken met de census van 1995 is het aantal mensen met 11.240 (23,7%) toegenomen.

De bevolkingsdichtheid van Santa Rosa was ten tijde van de laatste census, met 58.762 inwoners op 147,15 km², 322,9 mensen per km².